# گور ترکمنی
گور ترکمنی (نام علمی: Equus hemionus kulan) نام یک زیرگونه از سرده اسب‌ها است.